# Normas constitucionais

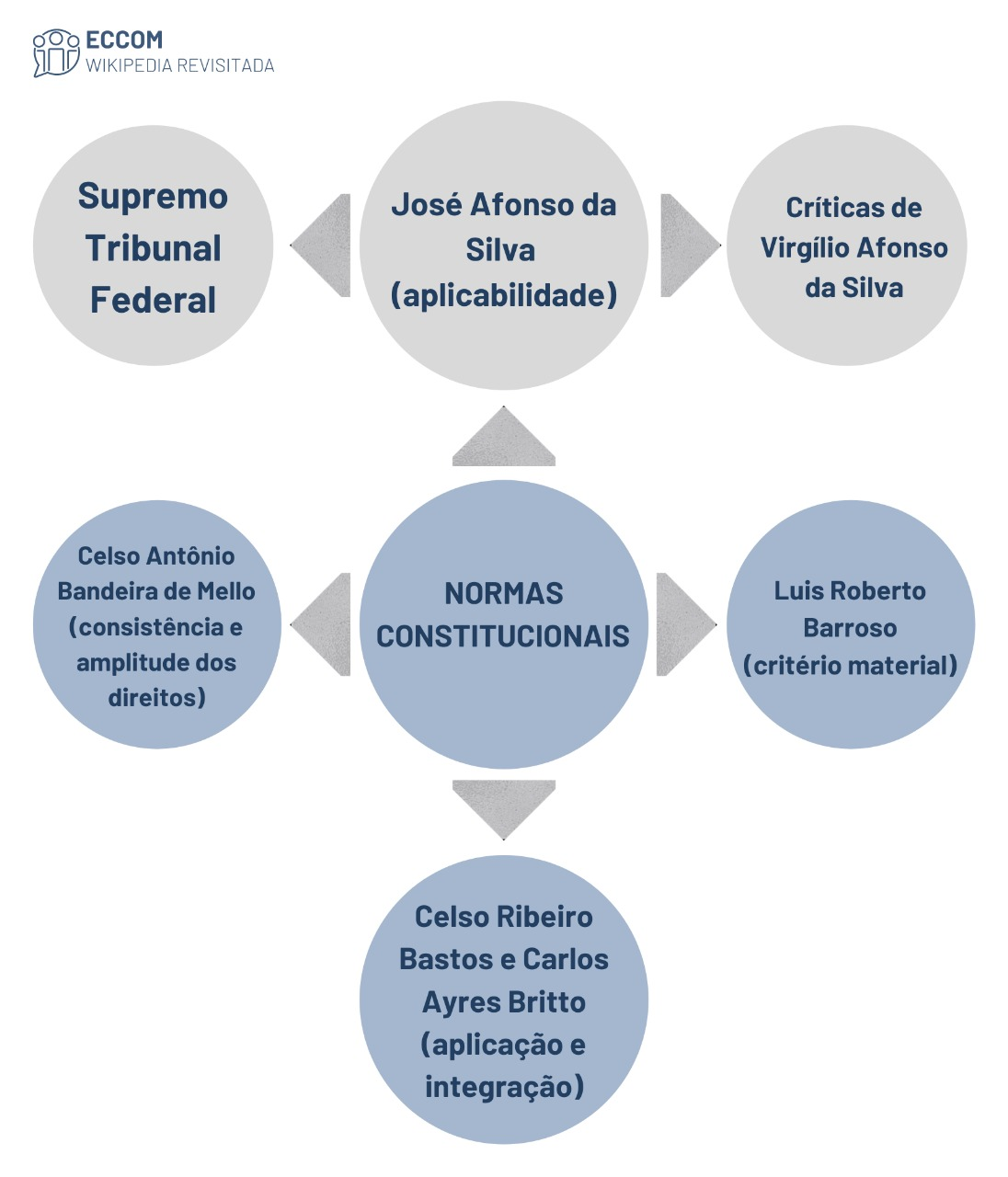
Quadro Síntese

As normas constitucionais foram incorporadas no Brasil a partir da discussão constitucional italiana, cuja produção centrava-se, essencialmente, na eficácia e aplicabilidade das chamadas normas programáticas. No âmbito da dogmática constitucional brasileira, diversos autores passaram a desenvolver listas classificatórias sobre a eficácia e aplicabilidade das normas constitucionais brasileiras, configurando, atualmente, um tópico presente na quase totalidade dos manuais de direito constitucional em circulação nacional. 
Dentre as diversas listas propostas, a de José Afonso da Silva tornou-se clássica na doutrina constitucional nacional desde a publicação de sua monografia Aplicabilidade das normas constitucionais na década de 1960. O trabalho, além de marcar época ao defender a tese de que todas as normas constitucionais produzem algum efeito jurídico, passou a pautar as classificações posteriormente elaboradas por outros teóricos, os quais, ou apresentaram críticas às categorias elaboradas por José Afonso da Silva, ou tentaram aprimorá-la ao criar novas terminologias para as suas próprias categorias. 
Por meio deste verbete, pretende-se expor brevemente as obras sobre normas constitucionais mais difundidas no âmbito do direito constitucional nacional e, posteriormente, apontar jurisprudência exemplificativa do Supremo Tribunal Federal.

## Classificação de José Afonso da Silva[1]

### Aplicabilidade e Eficácia
Não há norma constitucional destituída de eficácia. No entanto, o enunciado normativo pode ser impreciso e requerer providências para ser efetivado em sua totalidade. Nesse sentido, o ponto de partida para compreender-se a eficácia das normas constitucionais é o conceito de constituição-dirigente. Esse último conceito diz respeito às constituições que se dirigem a fins transformadores da sociedade seguindo uma orientação política progressista. No Brasil, a Constituição Federal segue uma tendência social democrática, em respeito às conquistas liberais e à evolução de conteúdo social.
Conceito de Eficácia e Aplicabilidade
Eficácia e Aplicabilidade são conceitos distintos. A aplicabilidade é a qualidade do que é aplicável. No sentido jurídico, a noção de aplicabilidade se refere às normas que possuem capacidade de produzir efeitos jurídicos, sem considerar a efetividade de tais consequências em termos sociológicos. 
A eficácia do direito, por sua vez, pode ser compreendida como eficácia social, quando designa a efetiva aplicação da norma e sua obediência pela conduta humana, ou eficácia jurídica, que se refere à capacidade da norma em atingir os objetivos previamente fixados pelo legislador. Em sentido amplo, a eficácia abrange a aplicabilidade, exigibilidade e executoriedade da norma. 
A eficácia social é correlata à efetividade da norma, tendo em vista a sua finalidade coercitiva, ao passo que a eficácia jurídica é a mera possibilidade disto acontecer. Conclui-se que a aplicabilidade se traduz na potencialidade, já a eficácia na realização prática da norma.

### Conceito de normas constitucionais
As normas constitucionais se referem a todas as normas que integram a Constituição, a qual constitui o fundamento de validade do ordenamento jurídico. Essa asserção decorre da supremacia formal e da rigidez constitucional. 
Estrutura das normas constitucionais
A Constituição Federal engloba normas de diversos tipos, funções e natureza, por postularem finalidades distintas, mas coordenadas entre si. Algumas delas apresentam aplicabilidade imediata, outras são de eficácia reduzida e dependem da legislação para que lhes imprima sentido e incidência, não dispondo de aplicabilidade imediata. 
As normas constitucionais de eficácia reduzida precisam ser regulamentadas por uma legislação ulterior que lhes confira execução e aplicabilidade plena. Isso não significa que seu conteúdo contenha normas antijurídicas ou que firam as metas programáticas constitucionais. Tendo em vista que todas as normas constitucionais possuem eficácia jurídica, em maior ou menor grau, o legislador ordinário não pode dispor delas negando-lhe sua eficácia. 
As normas não acrescentam apenas comandos ou imperativos, mas também permissões e atribuições. Em termos dogmáticos, as normas constitucionais se distinguem em diretivas e preceptivas. O conteúdo das primeiras se limitam a indicar uma direção ao legislador ordinário. Silva (2008) distingue as normas constitucionais entre: Normas coercitivas (ius cogens), aquelas que impõem uma ação ou proibição, e as normas dispositivas (ius dispositivum), aquelas que completam outras e são aplicadas sem supressão de vontades. 

### Característica das normas constitucionais
Não há normas constitucionais destituídas de eficácia, portanto, todas irradiam efeitos jurídicos. Admite-se que a eficácia de certas normas não se manifestam na plenitude dos efeitos pretendidos pelo constituinte enquanto não houver normas ordinárias ou complementares. Sendo assim, as normas constitucionais variam quanto ao grau de seus efeitos jurídicos.
A doutrina brasileira clássica (de Ruy Barbosa a Pontes de Miranda), inspirada na obra do estadunidense Thomas Cooley, as divide em normas constitucionais de eficácia plena e imediata aplicação ou aquelas de eficácia limitada. Contudo, Silva (2008) as divide em três categorias:

a) As normas constitucionais de eficácia plena: são aquelas que produzem efeitos desde a entrada em vigor da Constituição. Elas incidem de forma direta e imediata à matéria que constitui seu objeto. 
b) As normas constitucionais de eficácia contida: são aquelas que incidem de forma imediata e produzem todos os efeitos pretendidos, mas que prevêem que leis posteriores poderão limitar seus efeitos. 
c) As normas constitucionais de eficácia limitada ou reduzida: são aquelas que não produzem seus efeitos de imediato, reservando ao legislador ordinário a competência para lhes conferir aplicabilidade indireta. 
As últimas podem ser:
c.1) Normas de legislação institutiva, quando há prescrição expressa da tarefa do legislador ordinário e seu conteúdo declara princípios organizativos. Essas normas enunciam a dependência de legislação ulterior para sua execução e estão inseridas, via de regra, na parte organizativa da Constituição.
c.2) Normas programáticas decorrentes de princípio programático implícito. Seu conteúdo versa sobre matéria ético-social, estabelecendo apenas uma finalidade e não impondo propriamente a tarefa legislativa.

### Normas constitucionais de eficácia plena
São as normas constitucionais que possuem todos os elementos e requisitos para sua incidência direta. Seu conteúdo normativo é preciso e demonstra claramente a conduta prescrita e o interesse pretendido. Desse modo, ela é juridicamente dotada de plena eficácia e aplicabilidade imediata, embora possa ser socialmente ineficaz. 
Seu conteúdo material pode conter vedações ou proibições, além de conferir isenções, imunidades e prerrogativas. Quanto à sua execução, não há designação de órgão, autoridades e processos especiais para sua execução. Ela não exige a elaboração de novas normas para complementar o seu alcance e sentido.
"(...) as normas de eficácia plena são aquelas que estabelecem conduta jurídica positiva ou negativa com comando certo e definido, incrustando-se, predominantemente, entre as regras organizativas e limitativas dos poderes estatais, e podem conceituar-se como sendo aquelas que, desde a entrada em vigor da Constituição, produzem, ou têm possibilidade de produzir, todos os efeitos essenciais, relativamente aos interesses, comportamentos e situações, que o legislador constituinte, direta e normativamente, quis regular".
José Afonso da Silva apresenta alguns exemplos, contidos no texto da Constituição Federal de 1988, de dispositivos que se caracterizariam como “normas de eficácia plena”. Sintetizamos os exemplos do autor na Tabela 1. 
| Dispositivo constitucional        | Texto |
| --------------------------------- | --- |
| art. 1º, CRFB/88                  | “A República Federativa do Brasil, formada pela união indissolúvel dos Estados e Municípios e do Distrito Federal (...)” |
| art. 15, CRFB/88                  | “É vedada a cassação de direitos políticos (...)” |
| art. 17, §4º, CRFB/88             | “É vedada a utilização pelos partidos políticos de organização paramilitar.” |
| art. 28, CRFB/88                  | “A eleição do Governador e do Vice-Governador de Estado, para mandato de quatro anos, realizar-se-á no primeiro domingo de outubro, em primeiro turno, e no último domingo de outubro, em segundo turno, se houver, do ano anterior ao do término do mandato de seus antecessores, e a posse ocorrerá em primeiro de janeiro do ano subseqüente, observado, quanto ao mais, o disposto no art. 77.” |
| art. 44, CRFB/88                  | “O Poder Legislativo é exercido pelo Congresso Nacional, que se compõe da Câmara dos Deputados e do Senado Federal.” |
| art. 44, parágrafo único, CRFB/88 | “Cada legislatura terá a duração de quatro anos.” |
| art. 45, CRFB/88                  | “A Câmara dos Deputados compõe-se de representantes do povo, eleitos, pelo sistema proporcional, em cada Estado, em cada Território e no Distrito Federal.” |
| art. 46, §1º, CRFB/88             | “Cada Estado e o Distrito Federal elegerão três Senadores, com mandato de oito anos.” |
| art. 60, §3º, CRFB/88             | “A emenda à Constituição será promulgada pelas Mesas da Câmara dos Deputados e do Senado Federal, com o respectivo número de ordem.” |
| art. 76, CRFB/88                  | “ O Poder Executivo é exercido pelo Presidente da República, auxiliado pelos Ministros de Estado.” |
| art. 145, §2º, CRFB/88            | “As taxas não poderão ter base de cálculo própria de impostos.” |
| art. 226, §1º, CRFB/88            | “O casamento é civil e gratuita a celebração.” |

### Normas constitucionais de eficácia contida.
Dispõem natureza jurídica de normas imperativas limitadoras do poder público. Em regra, elas consagram direitos subjetivos dos indivíduos e dos entes jurídicos. Sendo assim, as regras de contenção de sua eficácia constituem limitações a esses direitos. Embora algumas mencionam legislações posteriores, elas não integram a eficácia da norma, mas a limitam diante de outros conceitos jurídicos. Assim como as normas de eficácia plena, elas possuem aplicabilidade imediata. A intervenção legislativa restringe o âmbito de sua eficácia, ao invés de ampliá-lo como no caso das limitadas. 
O apelo ao legislador visa restringir a plenitude da eficácia, regulamentado os direitos subjetivos. Enquanto não houver lei ulterior, a eficácia da norma será plena. Desse modo, são normas de aplicabilidade direta e imediata. Sua eficácia também pode ser restringida por conceitos jurídicos indeterminados, além da incidência de outras normas constitucionais. 
"Normas de eficácia contida, portanto, são aquelas em que o legislador constituinte regulou suficientemente os interesses relativos a determinada matéria, mas deixou margem à atuação restritiva por parte da competência discricionária do poder público, nos termos que a lei estabelecer ou nos termos de conceitos gerais nelas enunciados. São normas de aplicabilidade imediata e direta. Tendo eficácia independente da interferência do legislador ordinário, sua aplicabilidade não fica condicionada a uma normação ulterior, mas fica dependente dos limites (daí eficácia contida) que ulteriormente se lhe estabeleçam mediante lei, ou de que as circunstâncias restritivas, constitucionalmente admitidas".
Para exemplificar a tese das normas de eficácia contida, o autor destaca os artigos 5º, VIII e 37, I, ambos da Constituição Federal de 1988. Vejamos na Tabela 2 os dispositivos e o texto que José Afonso da Silva classifica como “normas constitucionais de eficácia contida”. 
| Dispositivo constitucional | Texto |
| -------------------------- | --- |
| art. 5º, VIII, CRFB/88     | “Ninguém será privado de direitos por motivo de crença religiosa ou de convicção filosófica ou política, salvo se as invocar para eximir-se de obrigação legal a todos imposta e recusar-se a cumprir prestação alternativa, fixada em lei;” |
| art. 37, I, CRFB/88        | “os cargos, empregos e funções públicas são acessíveis aos brasileiros que preencham os requisitos estabelecidos em lei, assim como aos estrangeiros, na forma da lei;”                                                                      |

### Normas constitucionais de eficácia limitada
São aquelas de eficácia limitada e aplicabilidade indireta e mediata, dependendo da legislação posterior. O legislador ordinário é que lhes confere executoriedade plena mediante leis complementares ou ordinárias. A despeito das controvérsias doutrinárias, podemos organizá-la em dois tipos: 
i) Normas constitucionais de princípio institutivo ou organizativo. São aquelas por meio das quais o constituinte traça esquemas gerais de estruturação e atribuições a órgãos, entidades ou institutos, cabendo ao legislador ordinário definir sua execução. Vejamos alguns exemplos, formulados por Silva, na Tabela 3 a seguir:
| Dispositivo constitucional | Texto |
| -------------------------- | --- |
| art. 18, §2º, CRFB/88      | “Os Territórios Federais integram a União, e sua criação, transformação em Estado ou reintegração ao Estado de origem serão reguladas em lei complementar” |
| art. 90, §2º, CRFB/88      | “A lei regulará a organização e o funcionamento do Conselho da República”                                                                                  |
| art. 113, CRFB/88          | “A lei disporá sobre a constituição, investidura, jurisdição, competência, garantias e condições de exercício dos órgãos da Justiça do Trabalho.”          |

ii) Normas constitucionais de princípio programático. São aquelas por meio das quais o constituinte se limitou a traçar princípios aos órgãos e poderes como programas das suas respectivas atividades, visando a realização dos fins sociais do Estado. Elas contêm princípios gerais informadores da ordem jurídica, do regime político ou da matéria regulada. Reconhecendo sua eficácia interpretativa além da exigência legislativa. Abaixo alguns exemplos do autor para tais normas: 
| Dispositivo constitucional | Texto |
| -------------------------- | --- |
| art. 216, § 3º, CRFB/88    | “A lei estabelecerá incentivos para a produção e o conhecimento de bens e valores culturais.” |
| art. 7º, XX, CRFB/88       | “proteção do mercado de trabalho da mulher, mediante incentivos específicos, nos termos da lei;” |
| art. 21, IX, CRFB/88       | “Compete à União: (...) elaborar e executar planos nacionais e regionais de ordenação do território e de desenvolvimento econômico e social;” |
| art. 184, CRFB/88          | “Compete à União desapropriar por interesse social, para fins de reforma agrária, o imóvel rural que não esteja cumprindo sua função social, mediante prévia e justa indenização em títulos da dívida agrária, com cláusula de preservação do valor real, resgatáveis no prazo de até vinte anos, a partir do segundo ano de sua emissão, e cuja utilização será definida em lei.” |
| art. 215, § 1º, CRFB/88    | “O Estado protegerá as manifestações das culturas populares, indígenas e afro-brasileiras, e das de outros grupos participantes do processo civilizatório nacional.” |
| art. 218, § 3º, CRFB/88    | “O Estado apoiará a formação de recursos humanos nas áreas de ciência, pesquisa, tecnologia e inovação, inclusive por meio do apoio às atividades de extensão tecnológica, e concederá aos que delas se ocupem meios e condições especiais de trabalho.” |
| art. 196, CRFB/88          | “A saúde é direito de todos e dever do Estado, garantido mediante políticas sociais e econômicas que visem à redução do risco de doença e de outros agravos e ao acesso universal e igualitário às ações e serviços para sua promoção, proteção e recuperação.” |
| art. 217, CRFB/88          | “É dever do Estado fomentar práticas desportivas formais e não-formais, como direito de cada um, (...)” |

## Críticas de Virgílio Afonso da Silva às teses de José Afonso da Silva[3]
Embora a classificação de José Afonso da Silva tenha se tornado clássica na dogmática brasileira sobre normas constitucionais, ela não escapou de críticas. Por meio do livro “Direitos fundamentais: conteúdo essencial, restrições e eficácia”, Virgílio Afonso da Silva teceu importantes críticas à categorização proposta por José Afonso da Silva. 
Virgílio (2009) reconhece como pacífico dentro da doutrina constitucional a inexistência de direitos fundamentais absolutos. Por isso, a sustentação da tese de que as normas constitucionais são plenas e contidas, cuja aplicabilidade dependeria da identificação do texto constitucional e se ele requer a edição de leis para limitá-lo, encontraria dificuldades para explicar como solucionar conflitos entre direitos fundamentais não absolutos por meio da técnica da proporcionalidade.
Na leitura de José Afonso da Silva, contudo, as liberdades públicas (direitos individuais) não apenas seriam irrestringíveis, como também não regulamentáveis. De acordo com Virgílio Silva, há uma outra razão para que os direitos fundamentais, principalmente as liberdades públicas, sejam considerados como de eficácia plena, irrestringível e não regulamentável: a diferença entre eficácia e efetividade.
A compreensão de eficácia estritamente jurídica apresentada por José Afonso da Silva para a classificação das normas constitucionais, afasta a questão da efetividade, deixando de dar a importância que deveria ser atribuída à eficácia das normas constitucionais. Nesse sentido, a compreensão estritamente jurídica afasta as demais variáveis, fazendo parecer possível a existência de normas constitucionais bastantes em si mesmas. Segundo o argumento de Virgílio Afonso, porém, a produção de efeitos depende sempre de outras variáveis, e não somente do texto constitucional ou legal: inclusive a eficácia estritamente jurídica precisa de outros fatores.
Dessa forma, o autor sustenta a inexistência de norma constitucional que não dependa de algum tipo de regulamentação ou que seja insuscetível de algum tipo de restrição, motivo pelo qual apresenta as seguintes formulações: a) toda norma que garante direitos fundamentais pode ser restringida - o que coloca em xeque a distinção entre norma de eficácia contida e normas de eficácia plena; b) toda norma que garante direitos fundamentais pode, e às vezes deve, ser regulamentada - o que prejudica a distinção entre as normas de eficácia plena e normas de eficácia limitada.
De acordo com o Virgílio, ademais, há uma linha tênue entre restrição e regulamentação, uma vez que regulamentar direitos fundamentais importa sua restrição, assim como restringir direitos fundamentais implica regulamentar o seu exercício.
Os direitos sociais, por exemplo, são quase sempre associados a normas de eficácia limitada, enquanto as liberdades públicas e direitos políticos, às normas de eficácia plena, o que importaria na afirmação de que as primeiras dependem de regulamentação; já as segundas, não. Acontece que, para Virgílio Afonso da Silva (2009), qualquer direito exige custos do Estado, logo a limitação da eficácia das normas não é inerente a elas ou aos seus dispositivos textuais. Na realidade, a exigência de regulamentação está muito mais relacionada a critérios político-ideológicos do que, meramente, textuais. Assim, toda norma teria eficácia limitada, porém algumas delas, por razões que lhes são extrínsecas, têm melhores condições de produzir efeitos.

## Classificação de Celso Ribeiro Bastos e Carlos Ayres Britto[4]

### O que são normas constitucionais?
Logo na introdução, os autores rendem homenagens ao trabalho de José Afonso da Silva, principalmente por conta de sua completude e precisão. Por outro lado, reconhecem que os anos que se seguiram após a publicação de sua clássica monografia seriam suficientes justificar a revisitação do tema das normas constitucionais.
Ao reconhecer que estão partindo das pegadas deixadas por José Silva, Bastos e Britto (1982, p. 34-35), reforçam que todo o texto constitucional é feito para ser aplicado, uma vez que, como norma integrante do ordenamento jurídico, é elaborado com vistas à produção de efeitos práticos. Os autores reforçam que o diferente grau de eficácia da norma depende do elemento vontade, seja a vontade constituinte única e exclusiva sobre uma matéria ou de normas que voluntariamente são coniventes com “outra manifestação volitiva”. O critério definidor da classificação não é a produção de efeitos das normas constitucionais, mas o da “vontade constituinte que se deseja retomada”. No entanto, nem todas as normas estão aptas a produzir os mesmos efeitos sem que estejam acompanhadas de normas infraconstitucionais integrativas.
O que determina o diferente grau de produção de efeitos é a “forma de regulação da respectiva matéria”, ou seja, caso a norma descreva sua hipótese, mandamentos e consequências por inteiro, não haverá necessidade de intermediação legislativa - o comando constitucional será bastante em si mesmo. Dessa forma, sob o prisma da incidência essas normas são de mera aplicação de eficácia plena. 
Normas de mera aplicação (ou inintegráveis) são “íntegras, cheias, maciças, quando focadas sob o ângulo da matéria que veiculam, não apresentam frinchas ou brechas possíveis de colmatação”. Para os autores, tais normas prescindem de atuação legislativa posterior e são inelásticas - não há espaço possível para uma integração de sua vontade. Essa categorias de regras constitucionais se bipartem em normas de mera aplicação irregulamentáveis e normas de mera aplicação regulamentáveis.
Normas de mera aplicação irregulamentáveis incidem diretamente sobre os fatos regulados, repudiando regramento legislativo, recepcionando como legítimo apenas o conteúdo constitucional. Essas normas formam uma categoria cujo conteúdo versa sobre a relação entre os Poderes Políticos e entre as entidades que compõem a federação (exemplos: Art. 66, § 1º, que dispõe sobre a competência presidencial de propor vetos aos projetos de lei congressuais). O Legislativo não poderia regulamentar a competência presidencial sem desequilibrar a relação entre os poderes.
No entanto, as normas irregulamentáveis também são observadas no relacionamento indivíduo-estado, a propósito de seus direitos e garantias. São normas que não aceitam legislação complementar sem que tenham seu conteúdo nulificado ou esvaziado. Quando estipula, no caput do Art. 5º, que todos “são iguais perante a lei, sem distinção de qualquer natureza, garantindo-se aos brasileiros e aos estrangeiros residentes no País a inviolabilidade do direito à vida, à liberdade, à igualdade, à segurança e à propriedade”, a Constituição cria uma norma dirigida ao legislador que o obriga a não produzir normas atentatórias à isonomia. 
Qualquer tentativa de regulamentar o preceito resultará em seu “amesquinhamento”, mas isso não afasta a regulamentação feita de forma justa e legítima, ou seja, o preceito é concretizado se a legislação infraconstitucional seguir o conceito de não discriminação. Essas normas, portanto, não afastam leis ancilares ou subsidiárias, editadas para resguardar a fruição do direito subjetivo ao discorrer sobre a atuação de terceiros, mas desde que não afetem o núcleo da proteção constitucional. Como são direitos que propõem abstenções, as leis proibidas são aquelas que pretendem regulamentar o modo de “abstenção” do poder público. Ao prescrever que a lei não excluirá da apreciação do Poder Judiciário lesão ou ameaça a direito (art. 5º, XXXV), a Constituição proíbe o legislador, destinatário da norma, de regulamentar o modo se sua omissão.
Por outro lado, normas regulamentáveis aceitam regulamentação auxiliar, que se “revele como instrumental à sua melhor aplicação”. Trata-se de normas que entabulam “modelos constitucionais” que comportam o esmiuçamento de seu modo de operação por meio de legislação ordinária para a obtenção de sua maior funcionalidade. A relação entre normas constitucionais e regulamentadoras é de mero desdobramento dos aspectos externos da primeira, e não de alteração de sentido, conteúdo ou alcance. 
Como exemplo desse tipo de normas, os autores citam o art. 5º, XXXIV, a : são a todos assegurados, independentemente do pagamento de taxas, o direito de petição aos Poderes Públicos em defesa de direitos ou contra ilegalidade ou abuso de poder. Não obstante o dispositivo ser operante por si mesmo, uma vez que está “cheio quanto à matéria regulada” e de indicações sobre “o conteúdo do direito e os respectivos sujeitos”, lei poderia regulamentar a medida para facilitar sua implantação, principalmente em seu viés burocrático administrativo. As garantias constitucionais processuais, tais como o Habeas Corpus (art. 5º, LXVIII) e o Mandado de Segurança (art. 5º, LXIX) se enquadram nessa categoria, porquanto se beneficiariam da regulamentação legislativa de seus contornos.
Ao lado das normas constitucionais de mera aplicação, os autores criam a categoria das normas constitucionais de integração ou integráveis. A principal característica da norma constitucional de integração é sua “imprecisão, ou deficiência instrumental, e se tornam, por si mesmas, inexequíveis em toda a sua potencialidade”. Dessa forma, para que sejam plenamente aplicáveis, outra norma integradora de sentido é necessária para que, com a norma constitucional, faça surgir uma “unidade de conteúdo entre as duas espécies normativas” (1982, p. 48). A Constituição seria a responsável pela necessidade de integração ao utilizar expressões linguísticas, a exemplo de a “lei regulamentará” ou “a lei disporá”, ou ainda, “na forma da lei”.
As normas de integração complementáveis, por sua vez, se caracterizam pela circunstância de demandarem um aditamento ao “seu campo de regulação, ou ao modo como plasmam sobre a matéria” de incidência. Essa categoria de normas apresenta uma deficiência regulatória que abre espaço a ser ocupado por normas integrativas. Sua eficácia, portanto, é parcial. A vontade da norma constitucional é acrescida por norma ordinária, cuja função precípua é conferir “maior latitude ao campo de atuação das normas integradas”. Como exemplo, os autores citam o art. 93 (Lei complementar, de iniciativa do Supremo Tribunal Federal, disporá sobre o Estatuto da Magistratura). Esse tipo de determinação normativa aceita o regime da implicitude da complementação, ou seja, a Constituição não precisa declarar expressamente a dependência legislativa por meio de expressões linguísticas.
As normas de integração restringíveis, segunda subcategoria, são passíveis de restrição ou redução de seu campo de incidência. São normas que admitem que leis infraconstitucionais restrinjam seus efeitos originários, ou seja, funcionam como redutoras do “raio de aplicação” da norma constitucional. Se nas normas acima, observamos uma subregulamentação de conteúdo, na presente hipótese, estamos diante de normas que exageraram em seu conteúdo normativo, por meio do qual é garantido um direito em “maior extensão do que efetivamente colimado”. O Constituinte transferiu ao legislador ordinário a tarefa de estipular as exceções à regulamentação constitucional. Por fim, sua existência depende de manifestação expressa do texto constitucional, não sendo possível aceitar a restringibilidade implícita. 
As normas constitucionais de integração restringíveis têm aplicabilidade imediata e eficácia plena, pois independem da aparição de uma lei, a qual terá como função apenas, se for o caso, reduzir a amplitude daquelas. Os autores sugerem, então, que antes de ser integrada por lei infraconstitucional, essas normas operam como de mera aplicação O que diferencia uma norma de mera aplicação da norma de integração restringível é sua natureza: as primeiras inadmitem interferência legislativa em seu núcleo conteudístico, enquanto as últimas estão predispostas ou vocacionadas a acomodar alterações materiais legislativas. 

## Classificação de Celso Antônio Bandeira de Mello[8]

### O que são normas constitucionais?
Para o autor, constituições são formadas por normas jurídicas que impõem imposições/determinações. É a concretização dos anseios e aspirações da Constituição em comandos. Logo, Mello (2011, p. 12) entende por normas constitucionais um “conjunto de dispositivos que estabelecem comportamentos obrigatórios para o Estado e para os indivíduos”. 

### Em que as normas constitucionais se diferem das demais?
A Constituição não é qualquer lei, é a “lei das leis”. Possui posição suprema no nosso ordenamento jurídico, isto é, se configura como lei da mais alta hierarquia. Todos os cidadãos, órgãos, e, inclusive, os três poderes — legislativo, executivo e judiciário — devem obediência à Constituição. Ao obrigar todos os poderes da república as suas disposições, a inconstitucionalidade também surge nas hipóteses em que essas normas constitucionais não são concretizadas pelos Estado.

### Tipos de normas constitucionais
A classificação das normas constitucionais apresentadas por Celso de Mello difere da classificação tradicional apresentada por José Afonso da Silva, que consiste, resumidamente, em normas de eficácia plena, contida e limitada. Para Celso de Mello, o principal critério para classificação das normas estaria na “consistência e amplitude dos direitos imediatamente resultantes para os indivíduos”.
Portanto, sua classificação difere da de Silva pelo objeto e foco específico, o qual está preocupado com o fortalecimento dos direitos, e não nos critérios de eficácia ou efetividade global da norma. Por exemplo, o art. 22, I da Constituição é norma de eficácia plena e estipula competir à União legislar sobre direito civil, no entanto, ela não atribui ao cidadão “qualquer utilidade ou benefício". Uma norma de eficácia contida, como aquela prevista no art. 5º, LVIII e que garante que o civilmente identificado não será submetido à identificação criminal, salvo nas hipóteses previstas em lei, confere posição jurídica mais imediata ao cidadão do que aquela prevista no art. 22. Em síntese, a classificação entre normas constitucionais de normas de eficácia plena, contida e limitada não é “instrumento operativo para isolar os distintos teores de consistência da posição jurídica dos cidadãos ante as normas constitucionais”.
No entanto, Mello (2011, p, 13) acolhe premissas desenvolvidas por Silva, tais como a ideia de que todas as disposições constitucionais, inclusive as programáticas, são normas jurídicas e dotadas de algum grau de eficácia. Além disso, assegura que suas sugestões teóricas não pretendem se contrapor às outras.
A) normas concessivas de poderes jurídicos (normas outorgadoras de poderes-direitos): normas que outorgam um poder jurídico em sentido estrito, ou seja, a criação de uma situação subjetiva ativa cujo desfrute independe de uma prestação alheia. A fruição do bem jurídico independe de uma relação jurídica prévia e da atuação de outrem. Estão inseridos nessa categoria, principalmente, os direitos atinentes à liberdade: de ir e vir, inviolabilidade do domicílio, de propriedade, à vida, incolumidade física. São normas que encapsulam direitos que não demandam do Estado um agir, mas tão somente que outros não os embaracem ou perturbem. Como consequência do desfrute imediato, servem como base para que sejam exigidas no caso de embaraço ou perturbação por outrem.
B) normas concessivas de direitos que, por indicarem com clareza e suficientemente quem é o sujeito obrigado e a conduta devida, são capazes de gerar uma utilidade concreta e imediata para o administrado (normas outorgadoras de direitos em sentido estrito): trata-se de uma norma que demanda uma prestação alheia a ser concretizada com base em um direito, mas cuja dicção aponta claramente a conduta de outrem. Essa característica normativa permite ao administrado que goze de uma utilidade suscetível de ser desfrutada. 
O exemplo citado pelo autor é o art. 210, § 1º, segundo o qual, independentemente de outra norma subsequente, já garante, de imediato, o direito de fruir o ensino religioso e de exigir que seja ministrado: O ensino religioso (conduta devida), de matrícula facultativa, constituirá disciplina dos horários normais das escolas públicas (sujeito obrigado) de ensino fundamental.
C) normas meramente indicativas de uma finalidade a ser cumprida pelo Poder Público: no entanto, sem que ela aponte os meios a serem adotados para atingi-la, ou seja, sem que faça a indicação suficiente das condutas específicas que satisfariam o bem jurídico consagrado na norma. Como exemplos, o autor cita os arts. 226 (A família, base da sociedade, tem especial proteção do Estado) e 170, III (função social da propriedade). Tais normas não conferem aos administrados fruição alguma, nem lhes permite exigir que se lhes dê o desfrute de algo. O autor reforça, entretanto, que tais regras demandam do Estado um comportamento que seja condizente com o cumprimento das finalidades carreadas pela norma. 
Mello subdivide os tipos A (normas outorgadoras de poderes-direitos) e B (normas outorgadoras de direitos stricto sensu) de normas constitucionais em duas espécies de normas:
a) poderes-direitos ou direitos em sentido estrito insuscetíveis de restrição (exemplo: art. 7º, VII);
a.1) normas que delimitam com exatidão o conteúdo do direito, porque a dicção constitucional se vale de expressões ineláticasticas (exemplo: art. 7º XV);
a.2) normas que delimitam aproximativamente o conteúdo do direito, porque a dicção constitucional vale-se de expressões elásticas (exemplo: 7º XXXIII).
Para o autor, a elasticidade das expressões não é condição que demande uma aplicação dependente de legislação posterior, uma vez que são normas imediatamente aplicáveis.
b) poderes-direitos ou direitos em sentido estrito restringíveis por lei ordinária (exemplo: art. 37, VII).

## Classificação de Luís Roberto Barroso[13]

### O que são normas constitucionais
Luís Roberto Barroso afirma que uma Constituição determina a estrutura do Estado, institui os Poderes, define-lhes a competência, fixa os direitos fundamentais do indivíduo e traça os fins públicos a serem alcançados. Nesse sentido, Barroso afirma que normas constitucionais são normas determinadoras do Estado, instituintes do poder que organiza e regulamenta competências, as quais fixam e versam sobre direitos fundamentais – muito embora possam ser ambíguas e abertas – e, enfim, delineiam um fim a ser alcançado ou de um princípio a ser observado pelo Estado.

### Em que as normas constitucionais se diferem das demais normas?
Barroso sugere, de início, que as normas constitucionais devem ser consideradas como normas jurídicas. Dessa forma, não são normas despidas de teor jurídico e se caracterizam por serem guias políticas da organização do Estado. Portanto, as normas constitucionais, tidas como jurídicas, se diferenciam das demais por conta das seguintes consequências:
i) podem ser aplicadas diretamente a uma situação fática e utilizadas como base para julgamentos judiciais, especialmente, se direitos fundamentais estiverem sendo violados. Ademais, disso essas normas constitucionais;
ii) Servem de parâmetro para o controle de constitucionalidade das leis, servindo como esteio de legitimidade daquelas, e, ao mesmo tempo, critério para a aferição da regularidade da produção do Congresso Nacional;
iii) Operam como base interpretativa para as ações de todos os Poderes da República, determinando o sentido e o alcance de todas as normas jurídicas e funcionando como pauta para a argumentação jurídica. 

### Quais os tipos de normas constitucionais e quais as suas características?
Barroso categoriza as normas constitucionais a partir do critério material, ou seja, com base nas matérias abarcadas pelas normas jurídicas constitucionais. Por via de consequência, as normas materialmente constitucionais se agrupam nas seguintes categorias:
a. 1) Normas Constitucionais de Organização: têm como principal intento um fator organizacional, qual seja, estruturar e disciplinar o exercício do poder político. Tais normas visam à estrutura e funcionamento de órgãos políticos, ou à disciplina de processos técnicos de identificação e aplicação de normas, a fim de assegurar uma convivência jurídica ordenada, ou mesmo imbuir competências e subdividi-las entre os Poderes. Por fim, as normas de organização se dirigem aos poderes públicos e a seus agentes, atribuindo-lhes estrutura ou competência não são, portanto, normas de conduta, destinadas a regular comportamentos, mas normas instrumentais. Tais normas, a) veiculam as decisões políticas fundamentais sobre forma do Estado e de governo (ex.: arts 1º, 2º e 76); b) definem as competências dos órgãos constitucionais (ex.:arts. 49, 84, 96 e 21); c) criam órgãos públicos (ex.: arts. 44, 92 e 101) e d) estabelecem normas processuais ou procedimentais de revisão da própria constituição (ex.: art. 60, § 4, I).
a. 2) Normas Definidoras de Direitos: Normas que geram direitos subjetivos para as pessoas, investindo-as no poder de exigir do Estado prestações positivas ou negativas. A Constituição reserva o vocábulo “direito” às situações que se caracterizam por sua pronta exigibilidade, correspondendo a um dever jurídico, realizável por prestações positivas ou negativas. Ou seja, para cada caso, a norma constitucional investe o indivíduo em uma posição jurídica robustecida, da qual lhe resulta o poder de exigir determinada prestação do Estado ou do particular - são seus direitos subjetivos (Exemplo: Direitos individuais, políticos, sociais e difusos).
Normas atributivas de direitos sociais podem investir as pessoas nas seguintes posições jurídicas: a) geram situações prontamente desfrutáveis, dependentes apenas de abstenção (art. 9); ou b) ensejam a exigibilidade de prestações positivas ao Estado (arts. 196 e 201) ou c) contemplam interesses cuja realização depende da edição de norma infraconstitucional integradora (art. 7ª, XI e XXVII).
a. 3) Normas Constitucionais Programáticas: tal tipologia robustece o programa dirigente da Constituição de 1988, que estabelece uma missão que deve ser cumprida tendo a constituição como bússola moral e ética do exercício democrático de direito, como disposições indicadoras de fins sociais a serem alcançados. Estas normas, no entanto, limitam-se a estabelecer determinados princípios ou fixar programas de ação para o Poder Público. Tais normas, dirigidas que são aos órgãos estatais, hão de informar a atuação do legislativo ao editar leis bem como a da Administração e do Judiciário ao aplicá-las, de ofício ou contenciosamente. Desviando-se os atos de quaisquer dos Poderes da diretriz lançada pelo comando normativo superior, viciam-se por inconstitucionalidade, pronunciável em cada caso, pela instância competente. Entretanto, não geram direitos subjetivos positivos às pessoas em sua acepção clássica visto anteriormente (arts. 7º, II e 226).

## Conclusão[16]
O tema das normas constitucionais é abordado por diversos constitucionalistas brasileiros, os quais apresentam variadas formas de classificação. As categorizações, porém, consideram diretamente o texto dos dispositivos constitucionais, sem consideração do aspecto interpretativo. Nesse sentido, pautam-se tão somente no caráter semântico (remete a legislação infraconstitucional ou não; trata de organização ou define direitos; etc.), de forma a afastar a conceituação de “normas constitucionais” do viés da interpretação constitucional, igualando a norma ao texto. 
A categorização de José Afonso da Silva, segundo a aplicabilidade e eficácia das normas constitucionais, é de significativa contribuição para o Direito Constitucional brasileiro, tornando-se referência para os estudos posteriores sobre o tema, seja no sentido de crítica ou complementação teórica. Virgílio Afonso da Silva oferece, a partir de pesquisa voltada aos direitos fundamentais, críticas às teses de José Afonso da Silva. 
Celso Antônio Bandeira de Mello, de outra forma, classifica as normas constitucionais segundo a consistência e amplitude dos direitos imediatamente resultantes aos indivíduos. De outra ponta, Celso Ribeiro Bastos e Carlos Ayres Britto consideram a aplicação e integração para fins de classificação das normas constitucionais. Por fim, Luís Roberto Barroso utiliza o critério material para categorizar as normas constitucionais, isto é, leva em consideração a matéria tratada pela norma. 
Diante da amplitude de classificações, a jurisprudência do Supremo Tribunal Federal parece estar mais alinhada à classificação de José Afonso da Silva, embora não com o devido rigor teórico quando se trata da aplicação das categorias criadas pelo autor (normas de eficácia plena, contida e limitada). É relevante destacar também que, apesar da corte constantemente lidar com normas constitucionais quando do julgamento dos casos que chegam, o tema nem sempre é abordado ou utilizado como fator interpretativo de primeiro plano, pelo menos não no sentido tratado pela dogmática constitucional brasileira (classificações). 